# Laimbach am Ostrong
Laimbach am Ostrong ist eine Ortschaft und als Laimbach eine Katastralgemeinde der Gemeinde Münichreith-Laimbach im Bezirk Melk in Niederösterreich.

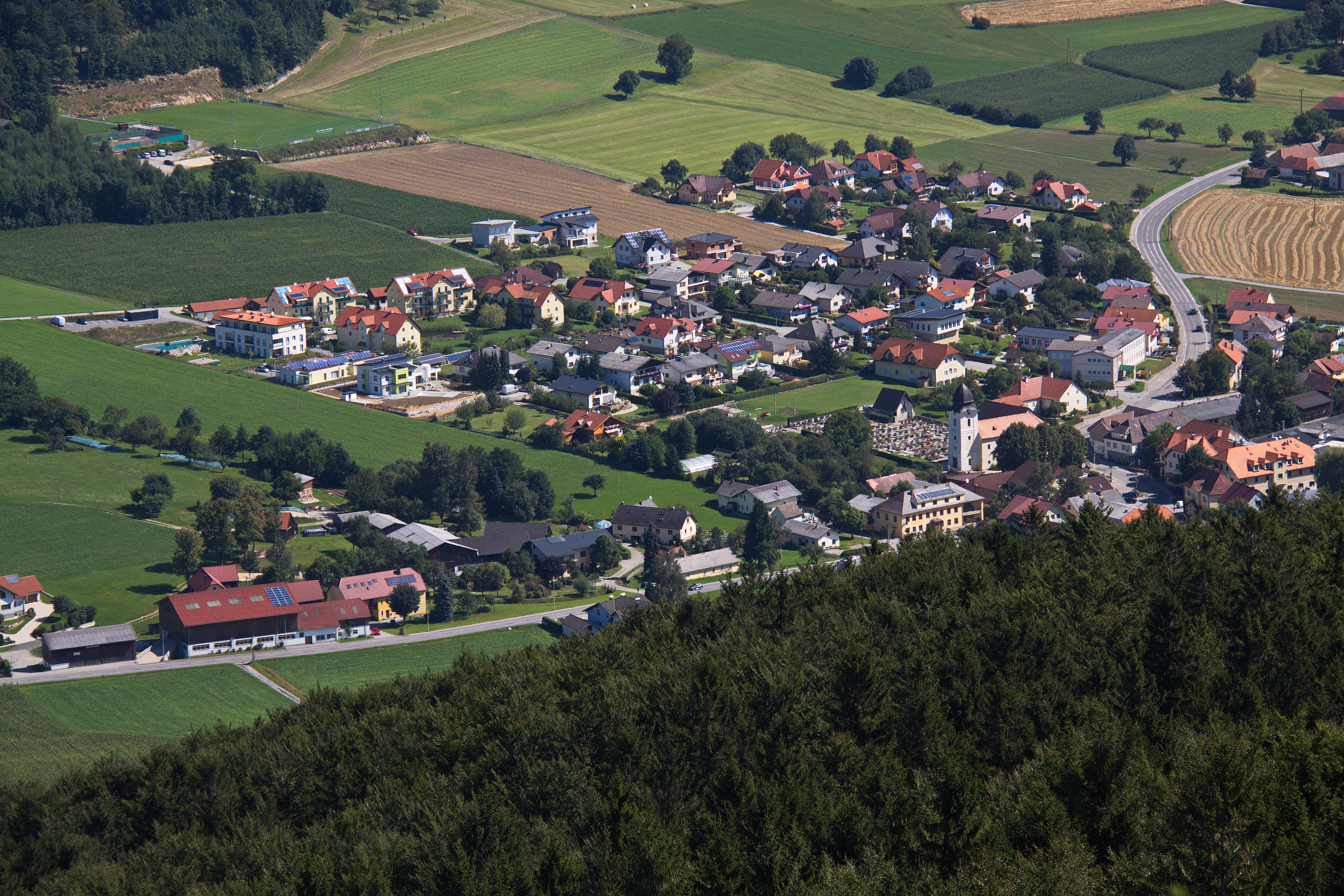
Laimbach am Ostrong

## Geografie
Das Dorf liegt nordöstlich des Ostrongs und wird vom Laimbach durchflossen. Durch den Ort führt die Zwettler Straße. Zur Ortschaft zählen weiters der Weiler Grünbach, die Rotten Au, Haide, Hinterholz und Thaya, die Streusiedlungen Brandstatt und Gartleiten sowie mehrere Einzellagen.

## Geschichte
Laut Adressbuch von Österreich waren im Jahr 1938 in der Ortsgemeinde Laimbach ein Taxiunternehmer, ein Fleischer, drei Gastwirte, zwei Gemischtwarenhändler, ein Marktfahrer, ein Rohproduktehändler, ein Schmied, eine Schneiderin, ein Schuster, zwei Stechviehhändler und mehrere Landwirte ansässig.
Am 1. Jänner 1972 wurden die bis dahin selbständigen Ortsgemeinden Münichreith und Laimbach zur Gemeinde Münichreith-Laimbach fusioniert.